# École française di Atene

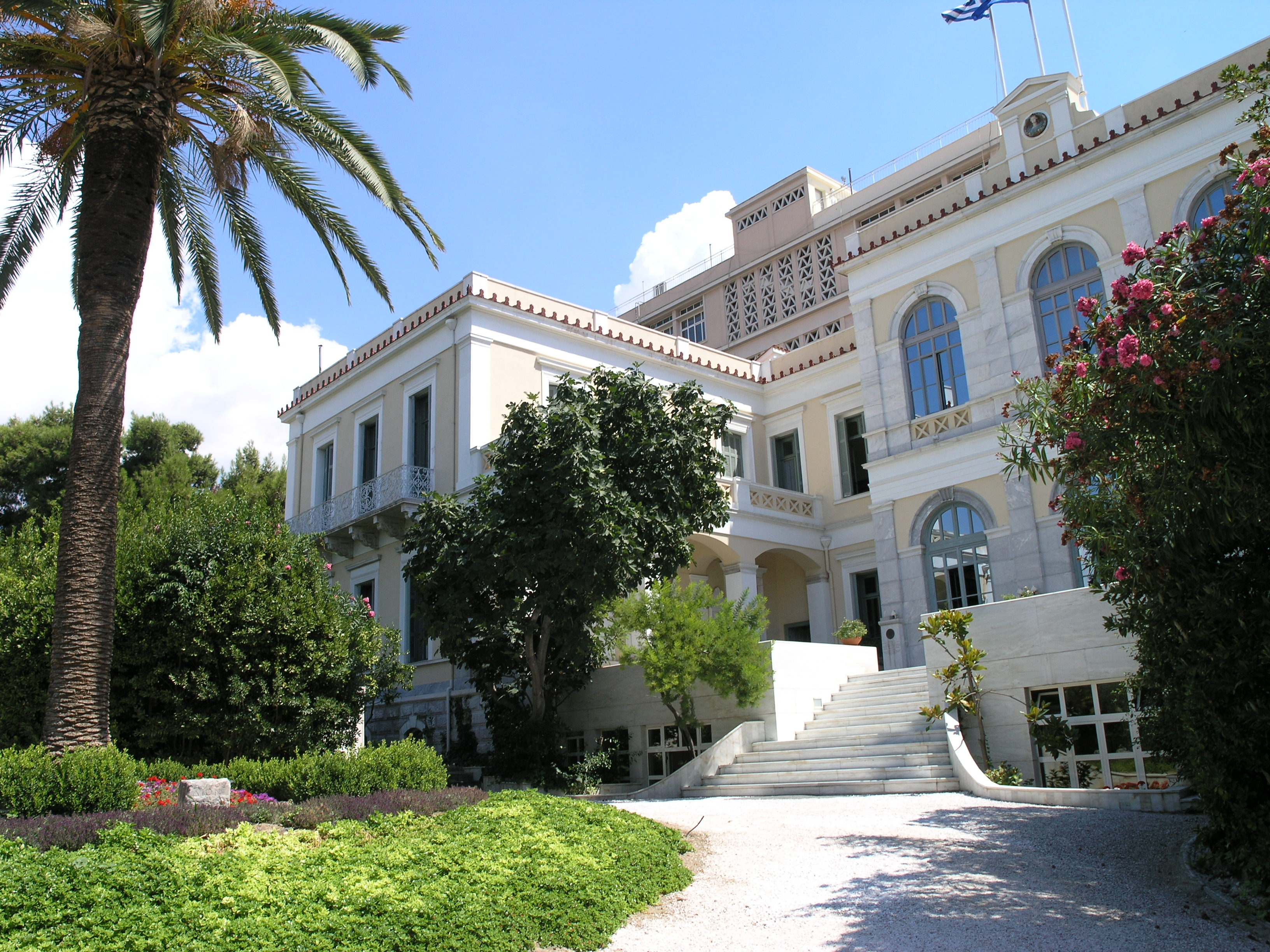
Atene, la sede dell'École

L'École française d’Athènes (EfA) o École française d’archéologie d’Athènes (in greco moderno: Γαλλική Αρχαιολογική Σχολή Αθηνών) è un istituto universitario francese situato in Didotou Odòs 6 ad Atene, la cui missione è di promuovere lo studio della lingua, della storia e delle antichità greche. Dal 2011 l'EfA fa parte della Rete delle scuole francesi all'estero
.

## Statuto
La scuola fu creata nel settembre 1846, durante la Monarchia di luglio, dal ministro della pubblica istruzione di allora, Narcisse-Achille de Salvandy, prodotto del filellenismo e della volontà francese di ampliare il proprio ruolo in oriente. Alla fine del XIX secolo si affermò lanciando diversi grandi cantieri archeologici tra cui quelli di Delos e di Delfi.
Ancor oggi l'École è - accanto al servizio archeologico greco - la principale istituzione incaricata dello studio e della manutenzione dei siti archeologici di Delos, Delfi, Taso, Malia, Argo, Filippi e Dikili Tash in Grecia, e di Amatunte a Cipro.
Dalla sua creazione ad oggi i suoi ricercatori, reclutati per un anno rinnovabile al massimo tre volte (per un soggiorno di 4 anni in totale) al termine di una selezione rigorosa hanno dovuto far fronte agli incerti della storia (guerre mondiali, dittatura dei colonnelli) e allo sviluppo del turismo di massa.
La scuola è diretta dal 2 settembre 2019, con incarico quadriennale, da Véronique Chankowski, prima donna ad occupare questa posizione.

## Direttori
- Amédée Daveluy 1846-1867
- Émile-Louis Burnouf 1867-1875
- Albert Dumont 1875-1878
- Paul Foucart 1878-1890
- Théophile Homolle 1890-1903
- Maurice Holleaux 1903-1912
- Théophile Homolle 1912-1913
- Gustave Fougères 1913-1919
- Charles Picard 1919-1925
- Pierre Roussel 1925-1935
- Robert Demangel 1936-1950
- Georges Daux 1950-1969
- Pierre Amandry 1969-1981
- Olivier Picard 1981-1992
- Roland Étienne 1992-2001
- Dominique Mulliez 2002-2011
- Alexandre Farnoux 2011-2019
- Véronique Chankowski 2019-2023